# Horatio Storer

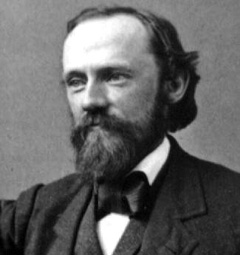
Horatio Robinson Storer

Horatio Robinson Storer (27 de fevereiro de 1830 - 18 de setembro de 1922) foi um médico americano, numismata e ativista anti-aborto.
Storer nasceu em Boston, Massachusetts, e frequentou a Boston Latin School, Harvard College e a Boston (Harvard) Medical School. Após obter seu MD em 1853, ele viajou para a Europa e passou um ano estudando com James Young Simpson em Edimburgo. Ele começou a prática médica em Boston em 1855, com ênfase em obstetrícia e ginecologia.

Em 1857, ele começou a "cruzada dos médicos contra o aborto" tanto em Massachusetts quanto nacionalmente, quando persuadiu a American Medical Association (AMA) a formar um Comitê de Aborto Criminal. O Relatório do Comitê foi apresentado na reunião da AMA em Louisville, Kentucky em 1859 e aceito pela Associação. Incluía a passagem:
Se tivermos provado a existência de vida fetal antes que a vivificação tenha ocorrido ou possa ocorrer, e por toda analogia e um processo próximo e conclusivo de indução, seu início bem no início, na própria concepção, somos compelidos a acreditar em um aborto injustificável sempre um crime.

 E agora as palavras falham. Da mãe, por consentimento ou por sua própria mão, impregnada com o sangue de seu filho; do pai igualmente culpado, que aconselha ou permite o crime; dos infelizes, que por seus assassinatos em massa ultrapassaram em muito - Herodes, Burke e Hare; do sentimento público que palia, perdoa e até mesmo elogia esta, tão comum, violação de toda lei, humana e divina, de todo instinto, de toda razão, de toda piedade, de toda misericórdia, de todo amor, - deixamos que falem quem pode.
Como resultado, a AMA solicitou às legislaturas dos estados e territórios o fortalecimento de suas leis contra o aborto eletivo.
Em 1880, a maioria dos estados e territórios havia promulgado essa legislação. Embora o aborto continuasse, algumas mulheres foram dissuadidas por essas novas leis e pela persuasão do médico.
Em 1865, Storer ganhou um prêmio AMA por seu ensaio destinado a informar as mulheres sobre os problemas morais e físicos do aborto induzido. Foi publicado como Why Not? A Book for Every Woman. Foi amplamente vendido e muitos médicos distribuíram para pacientes que solicitaram o aborto.
Em 1869, Storer fundou a Gynecological Society of Boston, a primeira sociedade médica dedicada exclusivamente à ginecologia, publicou o primeiro periódico ginecológico, o Journal of the Gynecological Society of Boston.
Também em 1869, Storer, criado em uma família unitarista, tornou-se episcopal. Uma década depois, ele se tornou um católico romano.
Depois de se aposentar em 1872, ele se tornou uma autoridade e um notável colecionador de medalhões de interesse médico.